# Morris Lapidus
Morris Lapidus (* 25. November 1902 in Odessa; † 18. Januar 2001 in Miami Beach, Florida) war ein US-amerikanischer Architekt russischer Herkunft. Bekannt ist er für gleichermaßen extravagante wie moderne Hotelbauten in geschwungenen Formen, deren Stil er in den 1950er-Jahren in Miami Beach prägte. Von der zeitgenössischen Architekturkritik heftig gescholten, haben seine Gebäude als Vorläufer postmoderner Architektur seit den 1980er-Jahren eine positive Umwertung erfahren.

## Leben
Lapidus entstammte einer jüdischen Familie aus dem zaristischen Russland, die ein Jahr nach seiner Geburt aufgrund der antisemitischen Pogrome der damaligen Zeit in die USA auswanderte und sich in der Lower East Side in New York City niederließ. Lapidus besuchte die Boys High School und studierte mit Stipendien an der New York University sowie an der Architekturschule der Columbia University.
Während des Studiums beabsichtigte er noch, Bühnenbildner zu werden. Ab 1927 arbeitete er dann jedoch fast zwanzig Jahre lang als Retail Designer, entwarf also Ausstellungs- wie auch Verkaufsräume für Warenhäuser, Kaufhäuser und Läden, Gestaltung des Schaufensterbereichs inbegriffen. Zunächst als Angestellter einer Designerfirma, dann als selbstständiger Innenarchitekt betreute er über 500 Projekte. Schon in dieser Zeit verwendete er bevorzugt helle Farben, Licht für dramatische Effekte und geschwungene Linien statt Ecken und Kanten – alles Markenzeichen seiner späteren Hotelbauten.
Durch Vermittlung eines Architekten der Schuhfirma A. S. Beck kam Lapidus Anfang der 1950er-Jahre in Kontakt mit dem Investor Ben Novack, der den Bau mehrerer Ferienhotels in Miami plante. Die Vorstellungen von Lapidus zu einer auf Reizung der Sinne ausgerichteten Architektur, die die Bedürfnisse der Hotelgäste nach Spaß und Glamour befriedigte, überzeugten Novack und er engagierte ihn als Assistent für die Bauplanung. Lapidus war beim Entwurf der Hotels Sans Souci, Nautilus, Algiers und Biltmore Terrace beteiligt, alle an Miamis Collins Avenue gelegen.

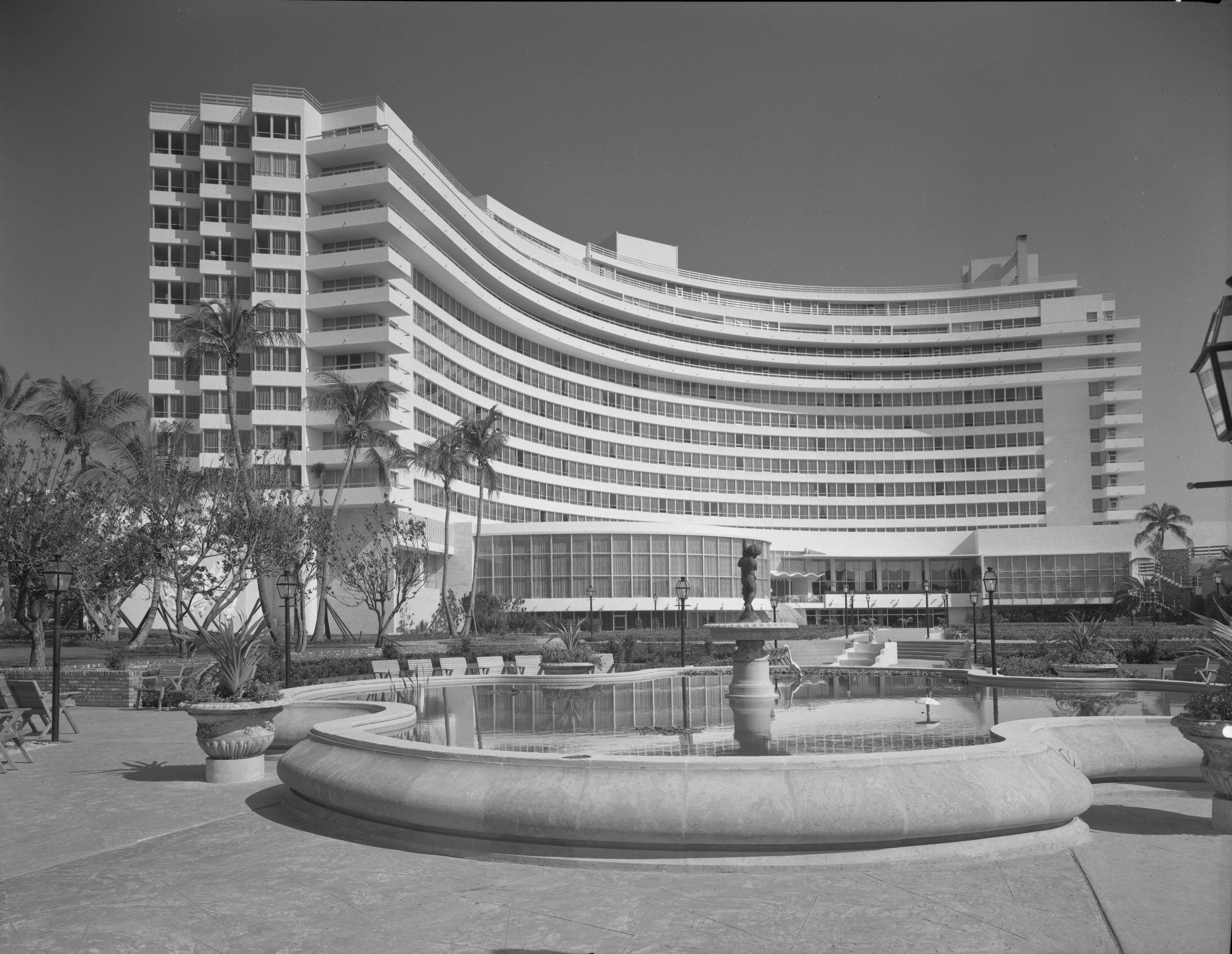
Das Fontainebleau in Miami Beach, erbaut 1954

Nach längerem Drängen gestand Novack Lapidus 1952 die Bauleitung bei einem weiteren Projekt zu, dem Fontainebleau Miami Beach in Miami Beach. Der in einem Viertelkreis geschwungene Hotelbau mit 14 Stockwerken, 460 Zimmern und einem Ballsaal, der für 9000 Personen ausgelegt war, wurde 1954 fertiggestellt. Es ist Lapidus' bekanntester Bau und gilt als ein Wahrzeichen Miamis. Unter anderem ist das Hotel Schauplatz mehrerer Szenen in dem James-Bond-Film Goldfinger (1964).
In schneller Folge entwarf Lapidus zwei Hotels ähnlichen Zuschnitts: 1955 das Eden Roc in Miami Beach und 1956 das Americana in Bal Harbour (2007 abgerissen). Äußerlich durchaus funktionell erscheinend, prägten ausgefallene Formen und Ornamente, helle Farben und extravagante Zugaben, wie etwa ein Terrarium mit Alligatoren im Empfangsraum des Americana und riesige Kronleuchter im Fontainebleau, das Innere der Gebäude. Die Detailfreude des Architekten ging dabei so weit, dass er sogar die Uniformen der Hotelpagen persönlich gestaltete.
Neben den Gebäuden gestaltete Lapidus auch die Lincoln Road Mall in Miami Beach. Sie war eine der ersten Fußgängerzonen in Amerika.

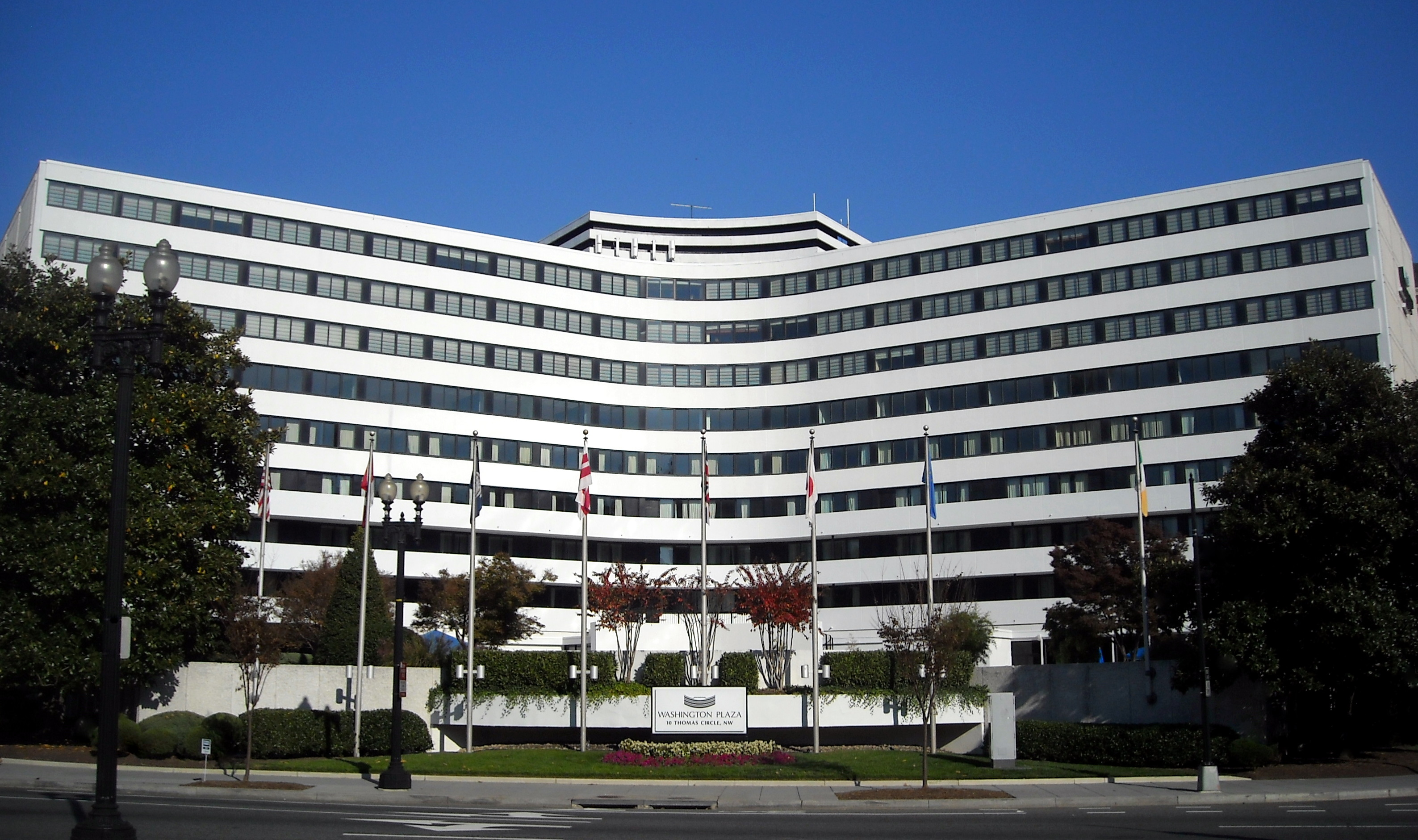
Das Washington Plaza Hotel in Washington D.C., erbaut 1962

In späteren Jahren entwarf Lapidus auch Hotels und andere Gebäude, wie Apartmenthäuser und Synagogen, außerhalb Floridas, darunter jeweils mehrere in Las Vegas, New York, Washington, D.C. (darunter das Washington Plaza Hotel), Los Angeles und den Catskill Mountains. Einige seiner Entwürfe wurden auch im Ausland verwirklicht. Durch seine Arbeit an insgesamt 1200 Gebäuden, darunter 250 Hotels, verdiente er rund 50 Millionen Dollar. Viele von ihm entworfene Gebäude wurden später jedoch abgerissen oder baulich stark verändert.
Bei Touristen waren seine Hotelbauten sehr beliebt. Er selbst beschrieb sich als „Architekt des American Dream“, so auch der Titel eines ihm gewidmeten Sammelbandes von 1992. Demgegenüber schmähten Architekturkritiker wie auch Kollegen lange sein Werk. „Pensionsbarock“, „Wahrzeichen des Schwanzflossen-Stils“, „Superramsch“, „Architekturpornografie“ und „Kitschpaläste“ zählen zu den markantesten Beschreibungen seiner Bauten. Philip Johnson war einer von wenigen Fachleuten, die sich frühzeitig positiv über sein Werk äußerten. Erst nach dem Aufkommen der postmodernen Architektur setzte ab den späten 1980er-Jahren eine Neubewertung von Lapidus ein. Nun fanden Architekten und Designer, darunter Philippe Starck, Alessandro Mendini und Rem Koolhaas, lobende Worte über seine zukunftsweisenden Bauten. Auch wissenschaftliche Publikationen kamen zunehmend auf seinen Einfluss in den Bereichen Architektur und Design zu sprechen. Lapidus, der sich bereits aus dem Berufsleben zurückgezogen hatte, begann daraufhin, neue Gebäude zu entwerfen.
1996 erschienen seine Memoiren unter dem programmatischen Titel Too Much Is Never Enough, eine selbstbewusste Abgrenzung von Ludwig Mies van der Rohe und seinem Credo „Weniger ist mehr“. In dem Buch beschreibt Lapidus auch, wie ihn als Kind ein Besuch von Luna Park auf Coney Island dazu inspirierte, ähnlich fantasievolle Gebäude wie in dem Vergnügungspark zu entwerfen, und wie er aufgrund der anhaltenden Geringschätzung seiner Bauten bei Auflösung seines Architekturbüros 1984 den Großteil seiner Unterlagen verbrannte.
Von 1929 bis zu ihrem Tod im Jahr 1992 war Morris Lapidus mit seiner Jugendfreundin Beatrice verheiratet; die beiden hatten zwei Söhne. In den letzten Lebensjahren wohnte Lapidus in einem exklusiven Apartment in einem Hochhaus in Miami, das er selbst in den 1960er-Jahren entworfen hatte. Dort starb er im Januar 2001 im Alter von 98 Jahren.

## Schriften
- An Architecture of Joy. E. A. Seemann, Miami 1979, ISBN 0-912458-96-8.
- Too Much Is Never Enough. Rizzoli, New York 1996, ISBN 0-8478-1978-7.